# Suō no naishi
Suō no naishi (jap. 周防内侍 Suō no naishi; wł. Taira no Chūshi, ur. około 1036, zm. prawdopodobnie pomiędzy 1108 a 1112) – japońska poetka, tworząca w okresie Heian. Zaliczana do Trzydziestu Sześciu Mistrzyń Poezji.

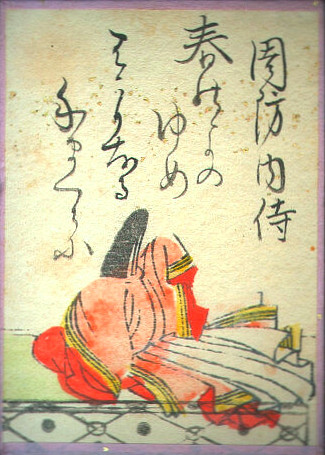
Suō no naishi, ilustracja z Ogura Hyakunin-isshu

Córka Tairy no Munenaki, zarządcy prowincji Suō, od którego powstał jej przydomek Suō. Służyła jako dama dworu (naishi) cesarza Go-Reizei. Po jego śmierci w 1068 r. na jakiś czas opuściła dwór, aby wrócić na służbę do cesarza Go-Sanjō. Służyła następnie cesarzom Shirakawa i Horikawa. 
Twórczość Suō no naishi zebrana została w zbiorze Suō no naishi shū. Trzydzieści pięć utworów jej autorstwa zamieszczono w cesarskich antologiach poezji. Jeden z jej wierszy został także wybrany do Ogura Hyakunin-isshu.